# Federació Internacional d'Escalada Esportiva
La Federació Internacional d'Escalada Esportiva (abreviat IFSC, de l'anglés) és l'organització internacional que gestiona l'escalada esportiva, que consta de les disciplines d'escalada de dificultat, de blocs i de velocitat.

## Constitució
L'IFSC es descriu com a «la federació internacional responsable de tots els àmbits de l'escalada de competició internacional i és l'autoritat final per a tots els assumptes relacionats amb l'escalada de competició internacional». Es defineix com a la responsable de tots els aspectes tècnics de l'escalada de competició esportiva, de l'aprovació de totes les federacions adherides i de les seues respectives competicions, i de l'aprovació del calendari i la programació de les proves celebrades durant l'any. L'IFSC està reconeguda pel Comité Olímpic Internacional.

## Història
L'IFSC es va fundar a Frankfurt el 27 de gener de 2007 per les 57 federacions membres com a continuïtat de l'International Council for Competition Climbing, que va existir entre 1997 i 2007 baix el govern de la Unió Internacional d'Associacions d'Alpinisme (UIAA). Més tard aquell any, l'IFSC va rebre el reconeixement provisional del COI i ja la formaven 80 federacions membres. El 10 de febrer de 2010, el COI va concedir el reconeixement formal de l'IFSC, i el 4 de juliol de 2011, el COI va afegir l'escalada a una llista de nous esports potencials per als Jocs Olímpics de Tòquio 2020, que es va confirmar el 2016.
A causa de la invasió russa d'Ucraïna el 2022, l'IFSC va suspendre les federacions de Rússia i Bielorússia i va cancel·lar tots els esdeveniments a Rússia el 2022.

## Competicions
Les principals competicions organitzades per l'IFSC són:

### Copa del Món
La Copa del Món d'Escalada de l'IFSC és una sèrie de competicions que se celebren anualment. Els atletes competeixen en tres disciplines: de dificultat, de blocs i de velocitat. El nombre de competicions i llocs varia d'un any a l'altre. La primera Copa del Món es va celebrar amb l'empara de la UIAA l'any 1989. A partir de 2007, les Copes del Món les organitza l'IFSC.

### Campionat del Món
El Campionat del Món d'Escalada de l'IFSC és una competició que se celebra cada dos anys. L'esdeveniment determina els campions del món masculins i femenins en les tres disciplines d'escalada esportiva: de dificultat, de blocs i de velocitat, així com en escalada adaptada.

### Campionat del Món Juvenil
El Campionat Mundial Juvenil de l'IFSC és una competició que se celebra anualment. L'esdeveniment determina els campions del món juvenil masculí i femení en tres disciplines: de dificultat, de blocs i de velocitat. Per a cada disciplina, els esportistes s'agrupen en tres grups d'edat: Juvenil B, Juvenil A i Júnior.

### Campionat d'Europa
El Campionat d'Europa de l'IFSC és una competició que se celebra cada dos anys els anys en què no se celebren Campionats del Món. L'esdeveniment determina els campions d'Europa masculí i femení de les tres disciplines d'escalada esportiva: de dificultat, de blocs i de velocitat.

### Copa d'Europa Juvenil
La Copa d'Europa Juvenil de l'IFSC és una sèrie de competicions que se celebren anualment. Els atletes competeixen en tres disciplines: dificultat, blocs i velocitat; i s'agrupen en tres grups d'edat: Juvenil B, Juvenil A i Júnior.

### Jocs Olímpics
L'IFSC ha gestionat l'escalada als Jocs Olímpics en les edicions de Tòquio 2020 i París 2024. En la primera edició, els atletes van competir en les tres modalitats principals d'escalada esportiva en una prova combinada: velocitat, blocs i dificultat. La puntuació final dels escaladors i els medallistes es decidien segons el resultat combinat de les tres modalitats. Per als de París 2024, el format de competició es va modificar i l'escalada es va dividir en dues proves diferenciades: una de velocitat, on els atletes competeixen exclusivament en aquesta disciplina, i una altra prova combinada que integra les modalitats de blocs i dificultat.

## Consell directiu

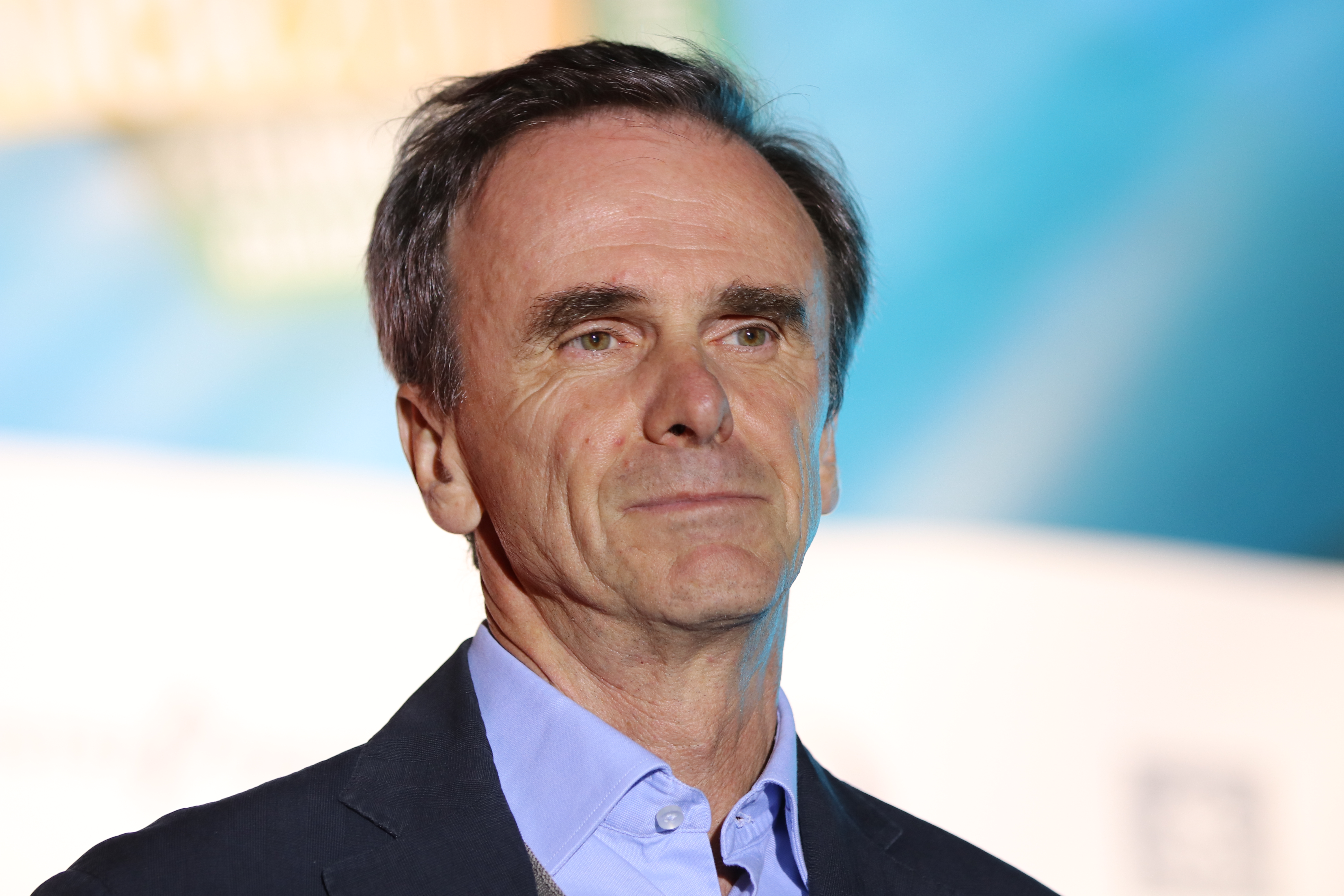
Marco Scolaris, president de l'IFSC, el 2017

| Mandat    | Presidència    | Vicepresidència                                                | Tresoreria | Representants continentals | Representants continentals | Representants atlètics        |
| --------- | -------------- | -------------------------------------------------------------- | ---------- | -------------------------- | -------------------------- | ----------------------------- |
| 2009-2013 | Marco Scolaris |                                                                |            |                            |                            |                               |
| 2013-2017 | Marco Scolaris |                                                                |            |                            |                            |                               |
| 2017-2021 | Marco Scolaris |                                                                |            |                            |                            |                               |
| 2021-2025 | Marco Scolaris | - Debra Gawrych - Kobinata Toru - Wolfgang Wabel - María Izaga | Pierre You | Àfrica                     | George Stainton            | - Shauna Coxsey - Sean McColl |
| 2021-2025 | Marco Scolaris | - Debra Gawrych - Kobinata Toru - Wolfgang Wabel - María Izaga | Pierre You | Àsia                       | Li Zhixin                  | - Shauna Coxsey - Sean McColl |
| 2021-2025 | Marco Scolaris | - Debra Gawrych - Kobinata Toru - Wolfgang Wabel - María Izaga | Pierre You | Europa                     | Tijl Smitz                 | - Shauna Coxsey - Sean McColl |
| 2021-2025 | Marco Scolaris | - Debra Gawrych - Kobinata Toru - Wolfgang Wabel - María Izaga | Pierre You | Oceania                    | Naomy Cleary               | - Shauna Coxsey - Sean McColl |

## Membres
En les taules següents s'enumeren els membres de les federacions nacionals:

### Membres de ple dret
| Estat              | Federació                                                                                          | Acrònim      |
| ------------------ | -------------------------------------------------------------------------------------------------- | ------------ |
| Argentina          | Federación Argentina de Ski y Andinismo                                                            | FASA         |
| Austràlia          | Sport Climbing Australia                                                                           | SCA          |
| Àustria            | Kletterverband Österreich                                                                          | KVÖ          |
| Azerbaidjan        | Air and Extreme Sports Federation of Azerbaijan                                                    | FAIREX       |
| Bèlgica            | Climbing and Mountaineering Belgium                                                                | CMBEL        |
| Bolívia            | Federación Boliviana de Ski y Andinismo                                                            | FEBSA        |
| Brasil             | Associação Brasileira de Escalada Esportiva                                                        | ABEE         |
| Bulgària           | Bulgarian Climbing and Mountaineering Federation                                                   | BCMF         |
| Camerun            | Association des Sport de Montagne et d'Escalade                                                    | ASME         |
| Canadà             | Climbing Escalade Canada                                                                           | CEC          |
| Xile               | Federación de Andinismo de Chile                                                                   | FEACH        |
| R.P. de la Xina    | Chinese Mountaineering Association                                                                 | CMA          |
| Xina Taipei        | Chinese Taipei Alpine Association                                                                  | CTAA         |
| Colòmbia           | Federación Colombiana de Escalada Deportiva                                                        | FCED         |
| Costa Rica         | Federación costarricense de Deportes de Montaña                                                    | FECODEM      |
| Croàcia            | Hrvatski Planinarski Savez (Croatian Mountaineering Association)                                   | HPS          |
| Xipre              | Cyprus Mountaineering and Climbing Federation                                                      | CMCF         |
| Txèquia            | Cesky horolezecky svaz (Czech mountaineering association)                                          | CHS          |
| Dinamarca          | Dansk Klatreforbund/Danish Climbing Federation                                                     | DKF/DCF      |
| Equador            | Federación Ecuatoriana de Andinismo y Escalada                                                     | FEDAN        |
| El Salvador        | Federación Salvadoreña de montañismo y escalada                                                    | FSME         |
| Finlàndia          | Finnish Climbing association                                                                       | FCA          |
| França             | Fédération française de la montagne et de l'escalade                                               | FFME         |
| Geòrgia            | Georgian Climbing National Federation                                                              | GCNF         |
| Alemanya           | Deutscher Alpenverein                                                                              | DAV          |
| Regne Unit         | British Mountaineering Council                                                                     | BMC          |
| Grècia             | Hellenic Federation of Mountaineering and Climbing                                                 | HFMCU (EOOA) |
| Guatemala          | Federación Nacional de Andinismo de Guatemala                                                      | FNAG         |
| Hondures           | Federación Hondurena de Deportes de Montana y Escalada                                             | FEHDME       |
| Hong Kong          | Hong Kong Mountaineering Union                                                                     | HKMU         |
| Hongria            | Hungarian Mountaineering and Sport Climbing Federation                                             | MHSSz        |
| Índia              | Indian Mountaineering Foundation                                                                   | IMF          |
| Indonèsia          | Federasi Panjat Tebing Indonesia                                                                   | FPTI         |
| Iran               | Iran Mountaineering and Sport Climbing Federation                                                  | IRI MF       |
| Irlanda            | Mountaineering Ireland                                                                             | MI           |
| Israel             | Israel Climbers' Club                                                                              | ILCC         |
| Itàlia             | Federazione Arrampicata Sportiva Italiana                                                          | FASI         |
| Japó               | Japan Mountaineering and Sport Climbing Association                                                | JMSCA        |
| Kazakhstan         | Mountaineering and Climbing Federation of Republic of Kazakhstan                                   | MCFRK        |
| Letònia            | Latvian Alpinist Association                                                                       | LAA          |
| Lituània           | Lithuania Federation of Sport Climbing                                                             | LFSC         |
| Luxemburg          | Fédération Luxembourgeoise d'Escalade, de Randonnée et d'Alpinisme                                 | FLERA        |
| Malàisia           | Persekutuan Mendaki Malaysia (Malaysia Mountaineering Federation)                                  | PMM          |
| Malta              | Malta Sport for All                                                                                | MSFA         |
| Maurici            | Mauritius Sport Climbing Federation                                                                | MSCF         |
| Mèxic              | Federación Mexicana de Deportes de Montana Y Escalada                                              | FMDMYE       |
| Mongòlia           | Mongolian National Climbing Federation                                                             | MNCF         |
| Nepal              | Nepal Mountaineering Association                                                                   | NMA          |
| Països Baixos      | Koninklijke Nederlandse Klim- en Bergsportvereniging                                               | NKBV         |
| Nova Zelanda       | Climbing New Zealand                                                                               | CNZ          |
| Macedònia del Nord | Macedonian Sport Climbing Federation                                                               | MSCF         |
| Noruega            | The Norwegian Climbing Federation                                                                  | NCF          |
| Pakistan           | Alpine Club of Pakistan                                                                            | ACP          |
| Panamà             | Asociación Panameña de Escalada                                                                    | APAES        |
| Perú               | Federación Deportiva Peruana de Escalada                                                           | FEDPE        |
| Polònia            | Polski Zwiazek Alpinizmu (Polish Mountaineering Association)                                       | PZA          |
| Portugal           | Federação Portuguesa de Montanhismo e Escalada / Portuguese Mountaineering and Climbing Federation | FPME         |
| Romania            | Federația Română de Alpinism și Escaladă                                                           | FRAE         |
| Rússia             | Climbing Federation of Russia (suspesa)                                                            | CFR          |
| Aràbia Saudita     | The Saudi Climbing and Hiking Federation                                                           | SCHF         |
| Sèrbia             | United Sport Climbing Federation of Serbia                                                         | USCFS        |
| Singapur           | Singapore Mountaineering Federation                                                                | SMF          |
| Eslovàquia         | Slovak Mountaineering Union JAMES                                                                  | SMU JAMES    |
| Eslovènia          | Alpine Association of Slovenia                                                                     | PZS          |
| Corea del Sud      | Korean Alpine Federation                                                                           | KAF          |
| Espanya            | Federación Española de Deportes de Montaña y Escalada                                              | FEDME        |
| Sud-àfrica         | South African National Climbing Federation                                                         | SANCF        |
| Suècia             | Swedish Climbing Federation                                                                        | SKF          |
| Suïssa             | Swiss Alpine Club                                                                                  | CAS          |
| Tailàndia          | The Sport Climbing Association of Thailand                                                         | SCAT         |
| Turquia            | Turkish Mountaineering Federation                                                                  | TDF/TMF      |
| Ucraïna            | Ukrainian Mountaineering and Climbing Federation                                                   | UMF          |
| Estats Units       | USA Climbing                                                                                       | USAC         |
| Veneçuela          | Federación Venezolana de Escalada Deportiva                                                        | FEVME        |

### Membres continentals
| Estat                | Federació                                                             | Acrònim |
| -------------------- | --------------------------------------------------------------------- | ------- |
| Algèria              | Fédération Algérienne de Ski et sports de Montagne                    | FASSM   |
| Andorra              | Federació Andorrana de Muntanyisme                                    | FAM     |
| Armènia              | Armenia Alpine Club                                                   | AAC     |
| Belarús              | Belarus Alpine Federation (suspesa)                                   | BAF     |
| Bòsnia i Hercegovina | Mountaineering Union of Bosnia - Herzegovina                          | PSBIH   |
| Cambodja             | Cambodia Climbing Federation                                          | CCD     |
| Estònia              | Estonian Climbing Association                                         | ECA     |
| Fiji                 | Sport Climbing Fiji                                                   | SCF     |
| Jordània             | Jordan Federation of Sport Climbing                                   | JFSC    |
| Kirguizstan          | Federation of Mountaineering Rock and Ice Climbing of Kirgiz Republic | FMRICK  |
| Macau                | Mountaineering Federation Macau China                                 | MFMC    |
| Filipines            | Sport Climbing Association of the Philippines                         | SCAPI   |
| Ruanda               | Rwanda Sports Climbing Federation                                     | RSCF    |
| Sri Lanka            | National Association for Climbing and Mountaineering in Sri Lanka     | NACMSL  |
| Uganda               | Uganda Sport Climbing Federation                                      | USCF    |
| Uzbekistan           | Federation of Mountaineering and Rock Climbing of Uzbekistan          | FMCU    |

### Regionals
| Estat                  | Federació                                                                | Acrònim |
| ---------------------- | ------------------------------------------------------------------------ | ------- |
| França: Nova Caledònia | Comité Regional de la Montagne et de l'Escalade de la Nouvelle Calédonie |         |

### Observadors
| Estat              | Federació                                                   | Acrònim |
| ------------------ | ----------------------------------------------------------- | ------- |
| Àustria            | Club Alpí Austríac                                          | ÖAV     |
| Espanya: País Basc | Federació Basca de Muntanyisme (Eusko Mendizale Federazioa) | EMF     |
| Espanya: Catalunya | Federació d'Entitats Excursionistes de Catalunya            | FEEC    |